# Frieseomelitta flavicornis
Frieseomelitta flavicornis är en biart som först beskrevs av Fabricius 1798.  Frieseomelitta flavicornis ingår i släktet Frieseomelitta och familjen långtungebin. Inga underarter finns listade i Catalogue of Life.